# Лопес, Сержи
Се́ржи Ло́пес-и-Аяц (кат. Sergi López i Ayats, род. 22 декабря 1965, Виланова-и-ла-Желтру близ Барселоны) — испанский актёр каталонского происхождения. Обладатель премии Пазинетти Венецианского кинофестиваля за главную роль в фильме «Порнографическая связь». Номинант на премию Гойя за лучшую мужскую роль в фильме «Лабиринт фавна».

## Карьера
В 1991 году режиссёр Мануэль Пурье пригласил его в картину «Подружка Антонио» (1992). Впоследствии, актёр снялся ещё в шести фильмах Пурье, включая «Вестерн по-французски» (1997), благодаря которому к нему пришла известность. Фильм участвовал в программе Каннского кинофестиваля, а Сержи Лопес за участие в картине был номинирован на премию «Сезар».
В 1998 году в Испании состоялась премьера драмы Вентуры Понса «Ласки» (1998), созданной при участии Сержи Лопеса.
В следующих картинах Лопес сыграл со знаменитыми испанскими актёрами: «Между ног» (1999) с Хавьером Бардемом и Викторией Абриль, «Лиссабон» (1999) с Кармен Маурой. В 2000 году Лопес стал обладателем престижной премии «Сезар» в категории «Лучший актёр» за участие в фильме Доминика Молля «Гарри — друг, который желает вам добра» (2000). Эта роль закрепила за актёром амплуа злодея, в котором он выступил позже в фильмах «Только моя» (2001) с Паc Вегой, «Грязные прелести» (2002) Стивена Фрирза и «Лабиринт фавна» (2006) Гильермо дель Торо.
Лопес снимался во многих французских и испанских фильмах. Всемирную славу ему принесло участие в картинах «Порнографическая связь» (1999) и «Грязные прелести» (2002). Свой комедийный талант актёр смог продемонстрировать в фильмах «Счастливые люди» (2001) и «Дженис и Джон» (2003). В 2009 году актёр исполнил одну из главных ролей в фильме Франсуа Озона «Рики» и одну из основных ролей в фантастической драме «Последний романтик планеты Земля».
В 2018-м Сержи можно было увидеть в фэнтези «Человек, который убил Дон Кихота» и «Счастливый Лазарь». В 2019-м — в комедиях «Мадам Парфюмер» и «7 социопатов» и драме «Невинность».
31 декабря 2020 года в российский прокат вышел новый фильм Вуди Аллена «Фестиваль Рифкина» при участии актёра. Он исполнил в комедии роль Пако. В картине также сыграли Уоллес Шон, Джина Гершон, Луи Гаррель и Кристоф Вальц. Сюжет ленты разворачивается на кинофестивале в Сан-Себастьяне.